# Estación Gregorio de Laferrere
Gregorio de Laferrère (también llamada simplemente Laferrère) es una estación ferroviaria de la localidad homónima, partido de La Matanza, Provincia de Buenos Aires, Argentina.

## Ubicación
La estación se encuentra sobre la Av. Gral Rojo (Ruta Provincial 21) y Av. Pedro Luro, en el centro de la ciudad.

## Servicios
La estación corresponde al Ferrocarril General Manuel Belgrano de la red ferroviaria argentina, en el ramal que conecta las terminales Sáenz y González Catán.

## Historia
La estación fue inaugurada el 12 de marzo de 1913 por la Compañía General de Ferrocarriles en la Provincia de Buenos Aires.